# هیپ هاپ اولد اسکول
هیپ هاپ اولد اسکول (به انگلیسی: Old-school hip hop) اولین موسیقی هیپ هاپ ضبط شده تجاری است. این سبک از موسیقی به‌طور معمول به موسیقی خلق شده در حدود سالهای ۱۹۷۹ تا ۱۹۸۳ اشاره دارد.
چهره‌ها، سبک‌ها و صداهای هیپ هاپ اولد اسکول شانل شخصیت‌هایی مانند Grandmaster Flowers، گرندمستر فلش، افریکا بمباتا، DJ Kool Herc , Treacherous Three , Funky Four Plus One , Kurtis Blow، شوگرهیل گنگ , Melle Mel , Super- Wolf, West Street Mob Spoonie Gee , Kool Moe Dee , Busy Bee Starski , Lovebug Starski , The Cold Crush Brothers , Warp 9، T-Ski Valley, Grandmaster Caz , Doug E. Fresh , The Sequence , Jazzy Jay , Rock Steady Crew و Fab Five Freddy هستند. این ویژگی با تکنیک‌های ساده‌تر رپ آن زمان و تمرکز عمومی روی موضوعات مرتبط با مهمانی مشخص می‌شود. شعرها معمولاً قسمت مهمی از آهنگهای رپ اولد اسکول نبودند. با این حال، موارد استثنایی از جمله برادر D " چگونه می‌خواهیم ملت سیاه را برپا داشته باشیم؟ " و "سخت روزهاً کورتیس بلو (هر دو در سال ۱۹۸۰ منتشر شد) وجود داشت که ایده‌های مربوط به جامعه را بررسی می‌کرد. انتشار The Message در سال ۱۹۸۲ توسط Duke Bootee (که تقریباً نیمی از رپ زدن و بقیه را Melle Mel انجام داد) و Melle Mel، اگرچه توسط Grandmaster Flash و The Furious Five منتشر شد، اما ورود هیپ هاپ را به عنوان تفسیر اجتماعی نشان داد، این امکان برای هنرمندان آینده مانند پابلیک انمی و ان.دابلیو.ای ایجاد هویت بر اساس مضامین آگاهانه اجتماعی در سالهای بعد است. رپرهای مدارس قدیمی بسیار مورد احترام هنرمندان و طرفداران هیپ هاپ هستند، بسیاری ادعا می‌کنند که در تکامل هیپ هاپ نقش داشته‌اند. 

## ویژگی‌ها و مضامین موسیقی

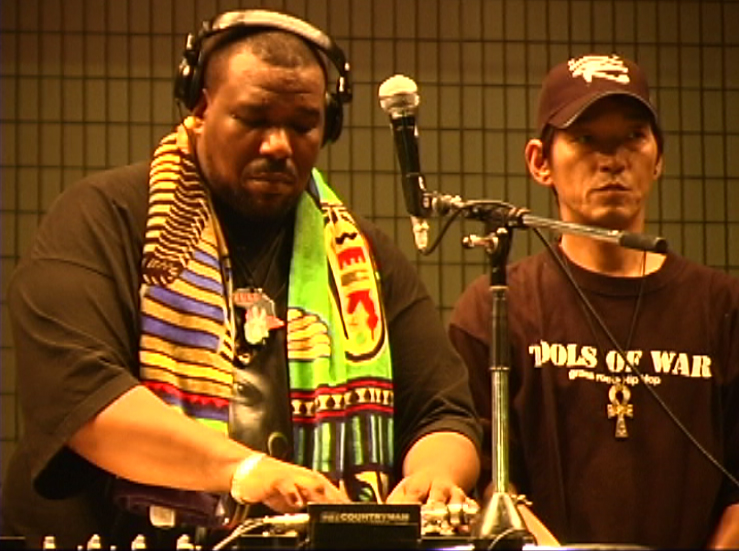
دو خواننده سبک هیپ هاپ اولد اسکول

هیپ هاپ اولد اسکول به دلیل تکنیک‌های نسبتاً ساده رپ در مقایسه با موسیقی بعدی هیپ هاپ مورد توجه قرار می‌گیرد. هنرمندانی مانند Melle Mel در هر نوار موسیقی از هجاهای کمی استفاده می‌کنند، با ریتم‌های ساده و سرعت متوسط.
بیشتر موضوعات مربوط به مراکز هیپ هاپ در مدارس قدیمی پیرامون مهمانی و اوقات خوشی است. در کتاب چگونه رپ کنیم، تکنیک جاودانه توضیح می‌دهد که چگونه محتوای مهمانی سهم بزرگی در هیپ هاپ مدرسه قدیمی داشت: " هیپ هاپ در دوران آشفتگی اجتماعی متولد شد … به همان روشی که بردگان قبلاً استفاده می‌کردند ترانه ها را در یک مزرعه بخوانید … این آهنگ‌های مهمانی است که قبلاً داشتیم ". 
رپ بتل نیز بخشی از زیبایی‌شناسی هیپ هاپ قدیمی بود. Esoteric هنگام بحث درمورد نبرد رپ، گفت: "بسیاری از مسائل من ناشی از هیپ هاپ مدرسه قدیمی است، اخلاق braggadocio ".  یک نبرد معروف هیپ هاپ در مدرسه قدیمی در دسامبر ۱۹۸۱ اتفاق افتاد، زمانی که کول مو دی به مصاف Busy Bee Starski رفت. شکست Busy Bee Starski در برابر رپ‌های پیچیده تری از Kool Moe Dee به این معنی بود که «دیگر MC فقط یک کمدین خوش زبان و با زبانی براق نبود؛ او یک مفسر و یک قصه گو بود». در مستند بیف، KRS-One نیز این امر را ایجاد تغییر در رپ می‌داند.
علمی تخیلی / آفروفوتوریسم موضوع دیگری بود که در هیپ هاپ معرفی شد. انتشار Planet Rock در ۱۹۸۲ یک بازی را تغییر داد، مانند «یک چراغ روشن می‌شود.» ترکیبی از پیشرانه کوبه ای الکترونیکی و رپ افریکا بمباتا به نظر می‌رسید مانند «ارکستری که به فضا پرتاب می‌شود.» " Light Years Away "، ساخته Warp 9 (1983)، تهیه کنندگی و نویسندگی Lotti Golden و Richard Scher، تفسیرهای اجتماعی را از منظر علمی-تخیلی کاوش می‌کند. "Light Years Away" بعنوان "سنگ بنای ابتدای دهه ۸۰ بوت باکس"، به عنوان "قطعه ای درخشان و اندک از الکترو هیپ هاپ که در فضای داخلی و خارجی عبور می‌کند" مشخص می‌شود.
رپ آزاد در دوران اولد اسوول هیپ هاپ متفاوت از امروز تعریف می‌شد. کول مو دی در کتاب "یک خدا در میکروفون وجود دارد" به این تعریف قبلی اشاره می‌کند: "دو نوع آزاد وجود دارد. یک سبک آزاد قدیمی وجود دارد که در اصل قافیه‌هایی است که شما نوشته‌اید و ممکن است هیچ ارتباطی با هیچ موضوعی نداشته باشد. یا این همه جای آن است. سپس آزاد است که از بالای سر بیرون می‌آیی ". در هیپ هاپ مدرسه قدیمی، کول مو دی می‌گوید که درعوض رپ بداهه نوعی "بیرون آمدن از بالای سر" است.  او از این به عنوان "سبک واقعی قدیمی مدرسه" یاد می‌کند.  این در تضاد با تعریف جدیدتر است که رپ آزاد سبک را "رپ بداهه مانند تکنوازی جاز " تعریف می‌کند. 
هیپ هاپ اولد اسکول اغلب هنگام اجرای زنده در دهه ۱۹۷۰ از آهنگ‌های دیسکو و فانک مانند " Good Times " ساخته Chic استفاده می‌کرد. هیپ هاپ ضبط شده (مانند "Rapper's Delight" از Sugarhill Gang) از یک گروه موسیقی زنده برای کاور کردن وقفه‌های معروف در مهمانی‌های بلوک ۱۹۷۰ استفاده می‌کند. با این حال، بعد از سیاره راک، الکترو فانک (ماشین درام الکترونیکی Roland TR-808 که از صدای اصلی ضرب و شتم اصلی 1970s از احزاب بلوک معروف شده‌است) از سال ۱۹۸۲ تا ۱۹۸۶ به روش اصلی تبدیل شد (اختراع نمونه بعداً در دهه ۸۰ و Eric B & Rakim's Eric B برای ریاست جمهوری صدای اصلی ضرب و شتم دهه ۱۹۷۰ را به هیپ هاپ برگرداند، امروزه از آن به عنوان صدای "بوم باپ" یاد می‌شود). استفاده از وقفه‌های سازهای کوبه ای به توسعه روش‌های اختلاط و خراش منجر شد. خراشیدن توسط Grand Wizard Theodore در سال ۱۹۷۵ پیشگام شد و این تکنیک توسط دی جی‌های برجسته دیگری مانند Grandmaster Flash بیشتر توسعه یافت. یک مثال " ماجراهای روی چرخ‌های فولاد " است که به‌طور کامل توسط فلش روی میزهای گردان ساخته شده‌است.

## تاریخچه
هیپ هاپ اولد اسکو معمولاً به موسیقی خلق شده در حدود سال ۱۹۷۹ اشاره دارد. با این حال، این اصطلاح ممکن است در موسیقی قبل از این با سبک‌های هیپ هاپ نیز استفاده شود. " اینجا قاضی می‌آید " (۱۹۶۸) توسط پیگمیت مارکهام اغلب به عنوان "هیپ هاپ اولد اسکول" شناخته می‌شود.